# Büsingen am Hochrhein
Büsingen am Hochrhein – eksklawa, gmina niemiecka otoczona terytorium Szwajcarii. Należy do kraju związkowego Badenia-Wirtembergia, do rejencji Fryburg, do regionu Hochrhein-Bodensee, do powiatu Konstancja, do wspólnoty administracyjnej Gottmadingen. Leży ok. 6 km od Szafuzy w Szwajcarii, nad Renem. Gmina jest otoczona na lądzie przez kanton Szafuza.

## Położenie
Od XIX w. eksklawa jest oddzielona od reszty Niemiec wąskim pasem lądu, nieprzekraczającym w najwęższym miejscu 700 m. Od 2007 r., kiedy Szwajcaria dołączyła do układu z Schengen, zniesiono kontrolę graniczną (do 2007 r., mimo iż miasto jest niemieckie, nie znajdowało się w strefie Schengen). Büsingen jest miejscowością wypoczynkową zarówno dla Niemców, jak i dla Szwajcarów.

## Historia
Büsingen stało się eksklawą między 1694 a 1728 r. na skutek wojen między Szafuzą a Austrią. Miasto było eksklawą na terytorium Szafuzy. W 1835 r. Büsingen zostało podporządkowane niemieckiemu systemowi celnemu. W 1895 r. Szwajcaria zgodziła się, aby rolnicy z Büsingen sprzedawali swoje produkty Szwajcarom. Wymiana towarów funkcjonowała w obu kierunkach podczas I wojny światowej. W 1918 r. przeprowadzono referendum, w wyniku którego 96 proc. głosujących opowiedziało się po stronie zmiany przynależności do Szwajcarii. Szwajcaria nie mogła jednak oferować niczego odpowiedniego do wymiany. Status Büsingen jako eksklawy został formalnie określony w 1967 r. w wyniku negocjacji między oboma zainteresowanymi państwami. W tym samym czasie niemiecka eksklawa Verenahof, z trzema domami i liczbą mieszkańców mniejszą od 12, stała się częścią Szwajcarii.

## Eksklawa

Mapa okolic Büsingen am Hochrhein

Na terytorium Büsingen jedyną formalnie obowiązującą walutą jest euro, jednak w użyciu jest również frank szwajcarski. Z uwagi na swe położenie miasto korzysta z publicznego transportu obu państw, a także poczty i telefonów. Ma dwa prefiksy – niemiecki (+49 7734) i szwajcarski (+41 42). Niemcy, którzy są zameldowani w Büsingen, od ponad 10 lat korzystają ze specjalnego statusu zbliżonego do obywatelstwa szwajcarskiego. Wszyscy mieszkańcy Büsingen mogą kupować nieruchomości, a także pracować w Szwajcarii mimo formalnego braku szwajcarskiego obywatelstwa. 70% młodzieży uczęszcza do szwajcarskich szkół. Po ukończeniu szkoły podstawowej młodzież może kontynuować edukację zarówno w Niemczech, jak i w Szwajcarii.
W przypadku zagrożenia do dyspozycji są służby ratunkowe obydwu państw; służby szwajcarskie przybywają z reguły szybciej ze względu na mniejsze odległości. W przypadku rewizji muszą być obecni przedstawiciele obu władz.

## Sport
Lokalna drużyna piłkarska FC Büsingen jest jedynym zespołem niemieckim grającym w szwajcarskiej lidze piłki nożnej.